# Fuscidea subasbolodes
Fuscidea subasbolodes är en lavart som beskrevs av Kantvilas. Fuscidea subasbolodes ingår i släktet Fuscidea och familjen Fuscideaceae.   Inga underarter finns listade i Catalogue of Life.